# Idą Święta 4
Idą Święta 4 – album muzyczny wydany w ramach akcji Idą Święta przez Program III Polskiego Radia. Na płycie zamieszczono duety zdobywców nagrody muzycznej Mateusz oraz piosenkę „Karp 2010”, najnowszą w dniu wydania albumu wersję świątecznej piosenki śpiewanej przez dziennikarzy „Trójki”. Cały dochód ze sprzedaży przeznaczono na Fundusz Edukacyjny dla dzieci z rodzinnych domów dziecka.
15 grudnia 2010 album uzyskał status złotej płyty.

## Lista utworów
| 1. | „Na całej połaci śnieg” | 2:56  |
|    | - Jerzy Wasowski – muzyka - Jeremi Przybora – słowa - Magda Umer – śpiew - Wojciech Mann – śpiew - Bogdan Hołownia – fortepian                                                   |       |
| 2. | „Matka Boża na osiołku” | 2:33  |
|    | - Antonina Krzysztoń – muzyka, słowa, śpiew - Stanisław Soyka – fortepian, śpiew                                                                                                 |       |
| 3. | „Pod niebem cudów” | 6:07  |
|    | - Adam Nowak – muzyka, słowa, śpiew - Andrzej Jagodziński – fortepian |       |
| 4. | „Piosenki tej słuchajcie” | 3:33  |
|    | - Grzegorz Turnau – muzyka, fortepian, śpiew - Jules Sperville – słowa (w przekładzie Zbigniewa Bieńkowskiego) - Aga Zaryan – śpiew                                              |       |
| 5. | „F-1" | 3:12  |
|    | - Wojciech Waglewski – muzyka, słowa, gitara, śpiew, bęben - Muniek Staszczyk – śpiew                                                                                            |       |
| 6. | „Karp 2010" | 2:04  |
|    | - Marcin Partyka – muzyka zwrotek - Wojciech Katela – muzyka refrenu - Andrzej Poniedzielski – słowa zwrotek - Jakub Strzyczkowski – słowa refrenu - dziennikarze Trójki – śpiew |       |
|    | | 20:25 |
|    | |       |